# Friedeberger Granit

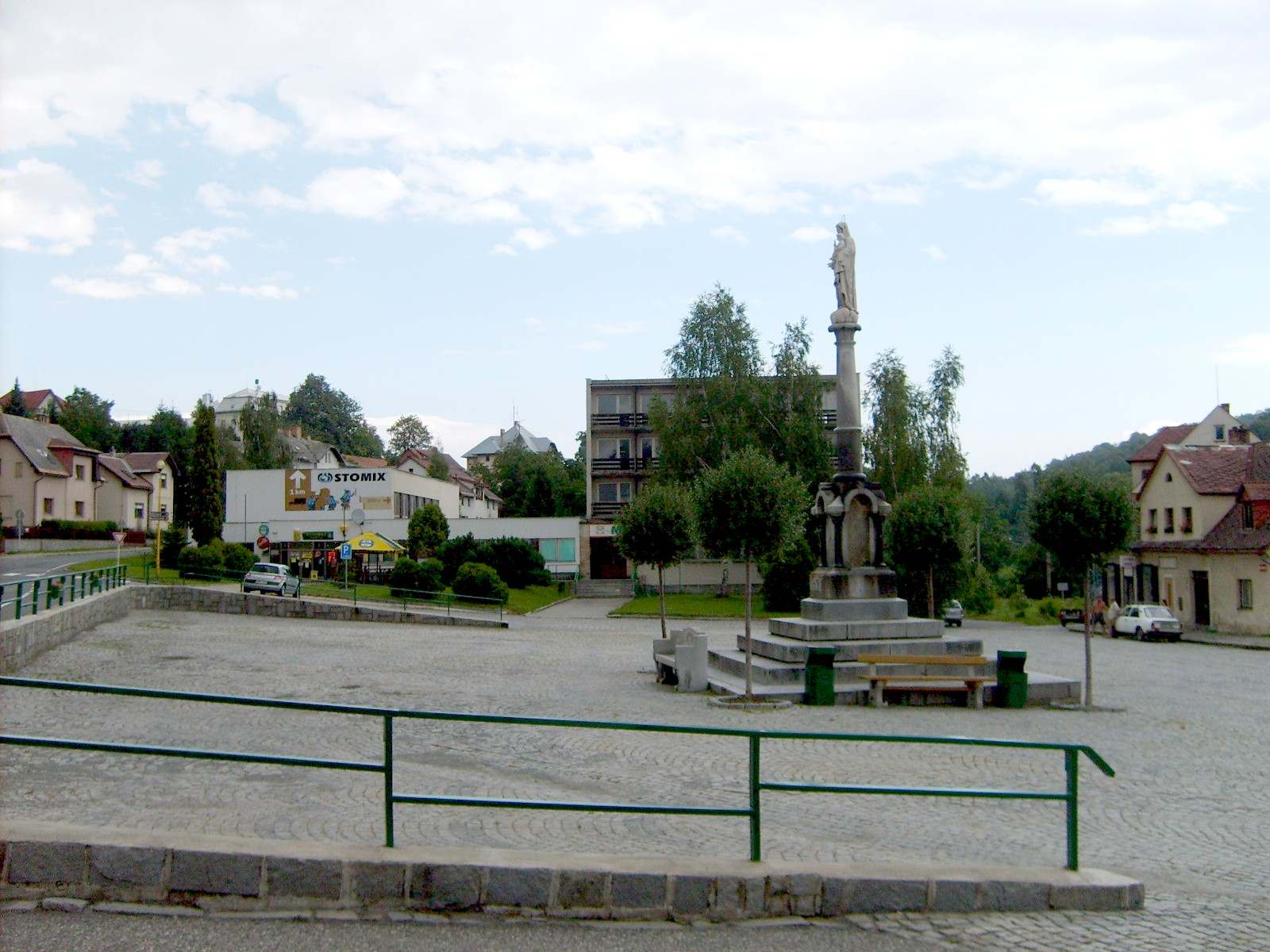
Pflaster, Mauerwerk und Sockel des Denkmals aus Friedeberger Granit

Friedeberger Granit umfasst ein ausgedehntes Granitvorkommen in Tschechien  bei Žulová (Friedeberg) im Reichensteiner Gebirge. 

## Vorkommen
Die Masse von Granit wird begrenzt durch die Sudetenostrandlinie, im Osten und Südosten durch kristalline Schiefer bei Lázně Jeseník (Bad Gräfenberg) bei Jeseník (Freiwaldau) und Velké Kunětice (Groß-Kunzendorf). Im Norden taucht das Massiv ab, um südlich und nördlich von Jarnołtów (Dürrarnsdorf), nördlich von Nadziejów (Naasdorf), am Kamienna Góra (Steinberg) und im Westen zwischen dem Kaní hora (Hutberg) bei Tomíkovice und in Bernartice u Javorníka (Barzdorf) wieder aufzutauchen. Außerhalb des großen Granitmassiv tritt der Granit vereinzelt und mit kleineren Vorkommen an der Ostseite am Studniční vrch (Hirschbad) bei Česká Ves (Böhmischdorf) und Písečná u Jeseníku (Sandhübel) an den Bergen Habichtkopf, Scholzenberg und südlich der Weißen Steine hervor, ferner südlich von Široký Brod (Breitenfurt) und Hradec-Nová Ves (Gröditz) im Talboden sowie bei Nieradowice (Nitterwitz), einem Ortsteil von Otmuchów (Ottmachau).

## Gesteinsbeschreibung und Mineralbestand
Das große Vorkommen des Hartgesteins Friedeberger Granit, das für die sudetendeutsche Granitindustrie große Bedeutung hatte, lässt sich untergliedern in Granit und in Diorit.

Die Granite wurden in drei Gruppen eingeteilt: In den Hauptgranit, in dem die Alkalifeldspäte und die Plagioklase mit in etwa gleichen Anteilen enthalten sind. Der Hauptgranit liegt in etwa in der Mitte des Vorkommens. Der Randgranit, in dem die Alkalifeldspäte überwiegen, liegt im Westen und Südwesten. Der Steinberggranit gliedert sich um den Rand der Granitmasse und die Plagioklase überwiegen die Alkalifeldspäte. Die Hauptgemengteile dieser Granite sind Quarz, Mikroklin, und zum Teil Orthoklas, Biotit (Dunkelglimmer) und Oligoklas. Akzessorisch beteiligt sind Zirkon, Apatit und wenig Magnetit.

## Abbau und Verwendung
Die in das Granitvorkommen eingeschlossenen Diorite, die wegen ihrer dunklen Färbung bevorzugte Natursteine waren, wurden in Steinbrüchen am Hutberg bei Žulová als Hutbergdiorit mit Anteilen von Hornblenden gebrochen. Ferner war am Gotteshausberg bei Žulová ein Marmorvorkommen mit Kontaktmineralen wie Granat, Vesuvian, Epidot und Wollastonit durch den Friedeberger Granit umschlossen. An verschiedenen Stellen treten auch Quarzgänge im Friedeberger Granit auf, die bei Kobylá nad Vidnavkou (Jungferndorf) für die Glasherstellung abgebaut wurden. Weitere Quarzgänge befinden sich östlich von Žulová und zwischen Nieder-Rotwasser und Stará Červená Voda (Alt-Rothwasser). Ferner drang das Granitpluton in Schieferschichten ein und es bildeten sich örtlich Migmatite (Mischgneise) wie z. B. bei Supíkovice (Saubsdorf) und Mikulovice u Jeseníku (Niklasdorf) am Dickelsberg. Der Saubsdorfer Marmor und Marmur sławniowicki aus Sławniowice (Groß-Kunzendorf) kristallisierten durch die Hitze und Druck des entstehenden Granits.
Friedeberger Granit wurde für Massiv- und Brückenbauten, für Werksteine, Fußböden und Treppen, Pflastersteine, Mauersteine und Säulen verwendet.